# Parlamentswahl auf den Komoren 1993
Die Parlamentswahlen auf den Komoren 1993 (Élections législatives comoriennes) wurden auf den Komoren am 12. Dezember 1993 durchgeführt, mit einer zweiten Wahlrunde in allen, bis auf vier, Wahlkreisen am 20. Dezember. Die Wahlen waren vorgezogen worden, nachdem Präsident Said Mohamed Djohar die Unionsversammlung aufgelöst hatte, welche im November 1992 gewählt worden war.
Djohars Rassemblement pour la Démocratie et le Renouveau (Rally for Democracy and Renewal) gewann die Wahl und errang 28 der 42 Sitze.

## Ergebnisse
|        |                                                                                            |         |   |        |  |  |  |  |  |
| Partei | Partei                                                                                     | Stimmen | % | Gesamt |  |  |  |  |  |
|        | Rassemblement National pour le Développement                                               |         |   | 28     |  |  |  |  |  |
|        | Union Nationale pour la Démocratie aux Comores National Union for Democracy in the Comoros |         |   | 4      |  |  |  |  |  |
|        | Front populaire comorien Comorian Popular Front                                            |         |   | 2      |  |  |  |  |  |
|        | Movement for Democracy and Progress                                                        |         |   | 2      |  |  |  |  |  |
|        | Union Comorienne pour le Progrès Comorian Union for Progress                               |         |   | 2      |  |  |  |  |  |
|        | Parti Comorien pour la Démocratie et le Progrès Movement for Democracy and Progress        |         |   | 1      |  |  |  |  |  |
|        | Rassemblement pour le changement et la démocratie Rally for Change and Democracy           |         |   | 1      |  |  |  |  |  |
|        | UWEZO Realising Freedom’s Capability                                                       |         |   | 1      |  |  |  |  |  |
|        | Parti de la fraternité et de l’unité des îles Islands’ Fraternity and Unity Party          |         |   | 1      |  |  |  |  |  |
| Gesamt | Gesamt                                                                                     |         |   | 42     |  |  |  |  |  |